# Nikolai Nikolajewitsch Woronow

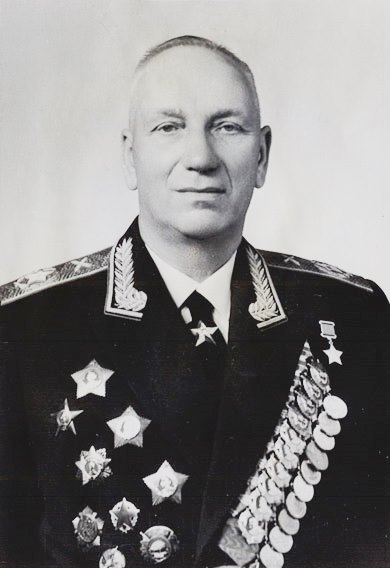
Nikolai Nikolajewitsch Woronow, Hauptmarschall der Artillerie

Nikolai Nikolajewitsch Woronow (russisch Николай Николаевич Воронов; * 23. Apriljul. / 5. Mai 1899greg. in Sankt Petersburg, Russisches Kaiserreich; † 28. Februar 1968 in Moskau) war ein sowjetischer Offizier der Roten Armee sowie der Sowjetarmee, der am 21. Februar 1944 Hauptmarschall der Artillerie wurde.

## Leben

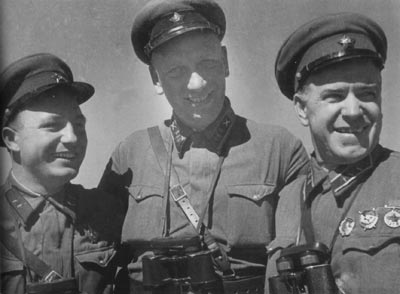
Nikolai Nikolajewitsch Woronow (Mitte) mit Dmitri Nikititsch Nikitschow (links) und Georgi Konstantinowitsch Schukow (rechts) (1939)

Nikolai Nikolajewitsch Woronow trat 1918 in die Rote Armee ein und nahm am Russischen Bürgerkrieg sowie zwischen 1919 und 1921 am Polnisch-Sowjetischen Krieg teil. In der Folgezeit fand er zahlreiche Verwendungen als Offizier und Stabsoffizier wie zum Beispiel in der 27. Schützendivision sowie im Belorussischen Militärbezirk. Er war zudem Absolvent der Militärakademie „Michail Wassiljewitsch Frunse“ und war zudem in der 1. Motorisierten Gardeschützendivision eingesetzt. Er war zwischen August 1932 und November 1933 Militärattaché an der Botschaft im Königreich Italien sowie nach seiner Rückkehr von November 1933 bis April 1934 Kommandeur der Artillerie der in Moskau stationierten 1. Proletarischen Schützendivision. Im Anschluss fungierte er zwischen April 1934 und 1936 Kommandant der Artillerieschule in Leningrad und wurde als solcher am 26. November 1935 zum Brigadekommandeur befördert. Während des Spanischen Bürgerkrieges war er von 1936 bis zum 20. Juni 1937 Militärischer Berater der Armee der Zweiten Spanischen Republik.
Nach seiner Rückkehr wurde Woronow am 20. Juni 1937 zum Korpskommandant befördert und fungierte zwischen dem 20. Juni 1937 und dem 26. Juli 1940 als Chef des Direktorats der Artillerie. Zugleich war er in Personalunion vom 20. Juni 1937 bis März 1950 auch Oberkommandierender der Artillerie und erhielt am 23. März 1940 seine Beförderung zum Armeebefehlshaber Zweiter Klasse. In diesen Funktionen war er am Winterkrieg gegen Finnland (30. November 1939 bis 13. März 1940) beteiligt. Mit der Umstellung der Dienstgrade wurde er am 4. Juni 1940 Generaloberst der Artillerie und fungierte zwischen dem 27. Juli 1940 und dem 14. Juni 1941 zuerst als stellvertretender Chef des Hauptdirektorats der Artillerie sowie anschließend vom 14. Juni bis Juli 1941 als Chef des Hauptdirektorats der Luftverteidigung. Kurz darauf wurde er Stellvertretender Volkskommissar für Verteidigung und bekleidete diese Funktion bis 1943. Er war damit neben seiner Verwendung als Oberkommandierender der Artillerie maßgeblich für die Planung und Durchführung des Deutsch-Sowjetischen Krieges (22. Juni 1941 bis 9. Mai 1945) beteiligt. Während dieser Zeit wurde er am 18. Januar 1943 erst zum Marschall der Artillerie sowie am 21. Februar 1944 zum ersten Hauptmarschall der Artillerie befördert.
Nach Ende des Zweiten Weltkrieges war Nikolai Nikolajewitsch Woronow zudem zwischen 1946 und 1950 Deputierter des Obersten Sowjet der UdSSR sowie danach von 1950 bis 1953 Präsident der Akademie der Artillerie-Wissenschaften. Anschließend war er von 1953 bis Oktober 1958 erst Kommandant der Akademie des Militärischen Artilleriekommandos sowie zuletzt zwischen Oktober 1958 und seinem Tode am 28. Februar 1968 Inspektionsrat der Gruppe der Generalinspektoren des Verteidigungsministeriums der UdSSR.
Der sowjetische Generalstabsoffizier Kyrill D. Kalinow berichtet, dass man in der Wohnung von Woronow „vor winzigen Geschützmodellen, herumliegenden Büchern und Einzelteilen von Kanonen“ sich kaum umzudrehen wagte. Und dass er als Hobby sich einen Taubenschlag hielt.
Nach dem Tod Woronows wurde seine Urne an der Kremlmauer in Moskau beigesetzt.

## Ehrungen und Auszeichnungen
Für seine langjährigen Verdienste wurde Nikolai Nikolajewitsch Woronow mehrmals ausgezeichnet und erhielt unter anderem folgende Ehrungen:
- Held der Sowjetunion
- Leninorden (6×)
- Orden der Oktoberrevolution,
- Rotbannerorden (4×)
- Suworow-Orden I. Klasse (3×)
- Orden des Roten Sterns
- Jubiläumsmedaille „XX Jahre Rote Arbeiter-und-Bauern-Armee“
- Medaille „Für die Verteidigung Leningrads“
- Medaille „Für die Verteidigung Moskaus“
- Medaille „Für die Verteidigung Stalingrads“
- Medaille „Sieg über Deutschland“
- Medaille „20. Jahrestag des Sieges im Großen Vaterländischen Krieg 1941–1945“
- Medaille „Für den Sieg über Japan“
- Medaille „Zum 250-jährigen Jubiläum Leningrads“
- Medaille „30 Jahre Sowjetarmee und Flotte“
- Medaille „40 Jahre Streitkräfte der UdSSR“
- Medaille „50 Jahre Streitkräfte der UdSSR“.

Des Weiteren wurde ihm der Orden Polonia Restituta verliehen.